# 紫金街道 (西峡县)
紫金街道，是中华人民共和国河南省南阳市西峡县下辖的一个乡镇级行政单位。

## 行政区划
紫金街道下辖以下地区：
北大街社区、礼堂社区、小城社区和伏牛路社区。